# Cartellate

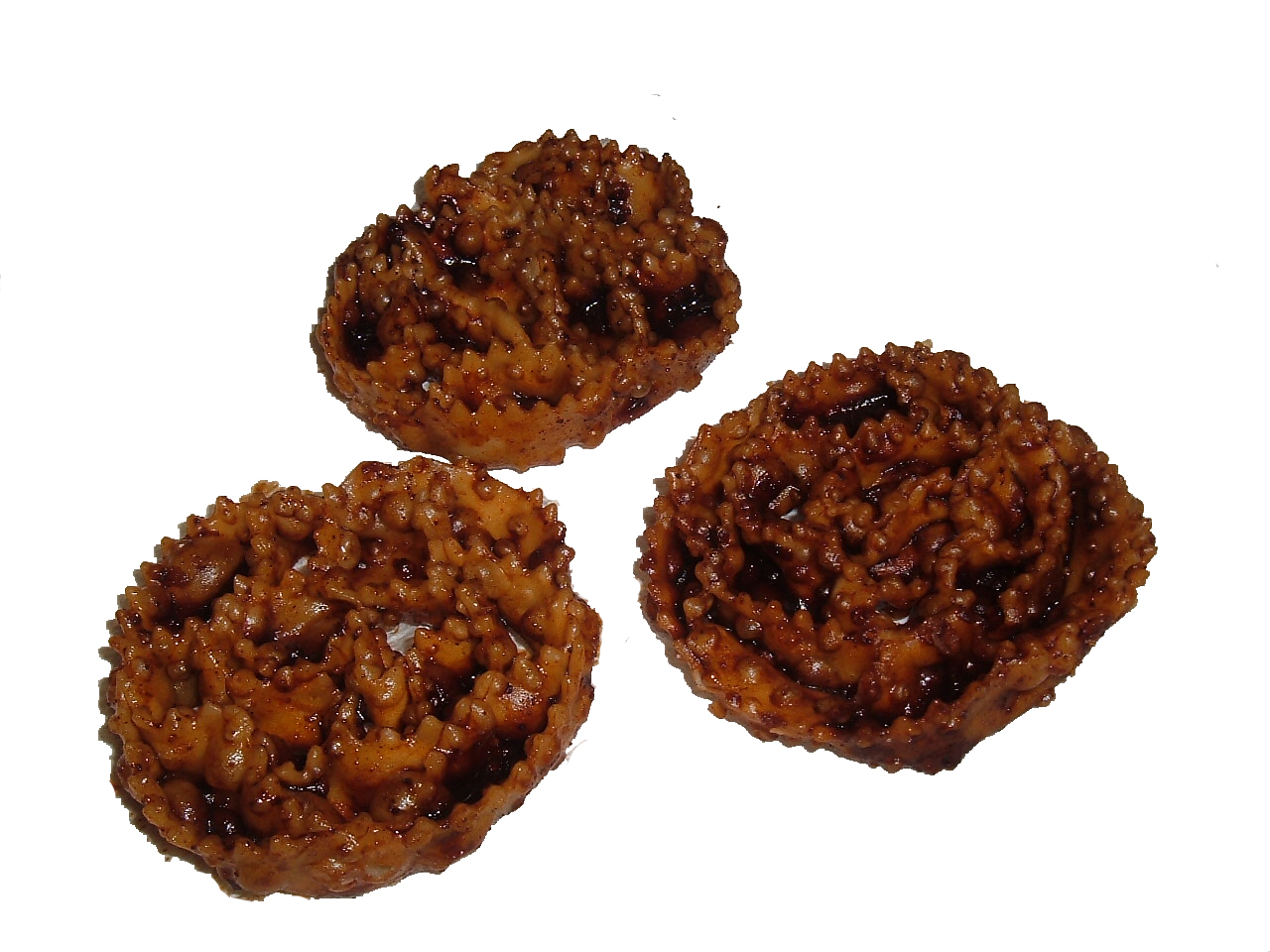
Cartellate.

Las cartellate (en dialecto apuliano carteddàte), también llamadas nèvole y rose, o crispedde en Basilicata, son junto con los bocconotti unos dulces típicos navideños originarios de la Apulia y la Basilicata. Su nombre deriva del hecho de que la masa debe ser muy delgada, como la carta oleata (un tipo de papel de cocina que se utiliza antiguamente, parecido al moderno papel para horno). Las cartellate no son más que trozos de una hoja delgada de masa, elaborada con harina, aceite y vino blanco, unida y envuelta sobre sí misma para formar una especie de ‘rosa’, con alternancia de huecos y aberturas, que luego se fríen en abundante aceite.
La receta regional típica es la que va impregnada en vincotto caliente o miel, y espolvoreada luego con canela, azúcar glas o adornos de colores. Sin embargo, hay variantes: por ejemplo, puede sustituirse el vincotto por chocolate o simplemente por azúcar glas. Una vez preparadas se mantienen alejadas de la luz y pueden comerse durante varias semanas.